# Anne Stambach-Terrenoir
Anne Stambach-Terrenoir, née le 23 juin 1980 à Amiens (Somme), est une femme politique française, membre de La France insoumise.
Elle est élue députée dans la 2e circonscription de la Haute-Garonne en 2022.

## Biographie
Née en 1980 à Amiens dans la Somme, Anne Stambach-Terrenoir étudie en musicologie à l'université de Toulouse-II-Le Mirail (Haute-Garonne). Elle devient professeure de piano et travaille pendant plus de quinze ans en école de musique.
Elle prend sa carte au Parti de gauche en 2011. De 2015 à 2018, en tant que bénévole de l'association L214, elle est référente locale pour le projet Vegoresto consistant à promouvoir les repas végétaliens dans les restaurants.
Elle est candidate aux élections législatives de 2017 sous l'étiquette de La France insoumise, dans la deuxième circonscription de la Haute-Garonne. Elle échoue au second tour face au candidat du MoDem Jean-Luc Lagleize, obtenant 45 % des suffrages exprimés.
En 2019, après les élections européennes, elle devient attachée parlementaire de l'eurodéputé Manuel Bompard, poste qu'elle occupera jusqu'aux élections législatives de 2022. Elle coordonne le groupe de travail qui est à l'origine de la rédaction du livret programmatique sur la condition animale de la France insoumise et de Jean-Luc Mélenchon pour l'élection présidentielle de 2022,.
De nouveau candidate aux élections législatives de 2022, elle est élue au second tour face au député sortant.

## Résultats électoraux

### Élections législatives
| Année | Parti et coalition | Parti et coalition | Circonscription        | 1er tour | 1er tour | 1er tour | 2d tour | 2d tour | 2d tour |
| Année | Parti et coalition | Parti et coalition | Circonscription        | Voix     | %        | Rang     | Voix    | %       | Issue   |
| ----- | ------------------ | ------------------ | ---------------------- | -------- | -------- | -------- | ------- | ------- | ------- |
| 2017  |                    | LFI                | 2e de la Haute-Garonne | 7 902    | 15,45    | 2e       | 18 113  | 44,51   | Battue  |
| 2022  |                    | LFI (NUPES)        | 2e de la Haute-Garonne | 20 570   | 37,25    | 1re      | 26 895  | 52,90   | Élue    |
| 2024  |                    | LFI (NFP)          | 2e de la Haute-Garonne | 30 402   | 40,53    | 1re      | 33 063  | 44,41   | Élue    |